# Karmelitinnenkloster Nantes
Das Karmelitinnenkloster Nantes ist ein Kloster der Karmelitinnen in Nantes, Département Loire-Atlantique, im Bistum Nantes in Frankreich.

## Geschichte
In Nantes gab es von 1477 bis 1789 ein Kloster der Beschuhten Karmelitinnen, das auf Johannes Soreth und Françoise d’Amboise zurückging.
Ab 1604 gründete die Selige Anna vom hl. Bartholomäus (1549–1626) vom Teresianischen Karmel die ersten Klöster der Unbeschuhten Karmelitinnen in Nordfrankreich: Paris, Pontoise und Tours. Schwestern dieser drei Klöster besiedelten 1618 das neu gegründete Kloster in Nantes (heute: Rue des Carmélites). Zwar wurde der Konvent durch die Französische Revolution vertrieben, konnte sich aber ab 1801 wieder sammeln und ab 1816 ein zweites Kloster beziehen. 1840 machte der Umbau der Stadt den Wechsel in ein drittes Kloster (Rue du Coudray Nr. 90) notwendig, von wo 1847 das Karmelitinnenkloster Luçon gegründet werden konnte. 2016 nahm Nantes drei Schwestern des aufgelösten Carmel de la Fouchardière in Chavagnes en Paillers 1919–2016 (1617–1901 in Saintes) auf. Der Konvent nennt sich Carmel de Jésus Médiateur (Jesus Mittler zwischen Gott und den Menschen).